# ناثان بيدفورد فورست الثاني
ناثان بيدفورد فورست الثاني (بالإنجليزية: Nathan Bedford Forrest II) هو شخصية أعمال أمريكي، ولد في 1872 في أكسفورد في الولايات المتحدة، وتوفي في 13 مارس 1931 في White Springs, Florida ‏ في الولايات المتحدة بسبب سكتة.